# Dmitri Nikolajewitsch Kobylkin

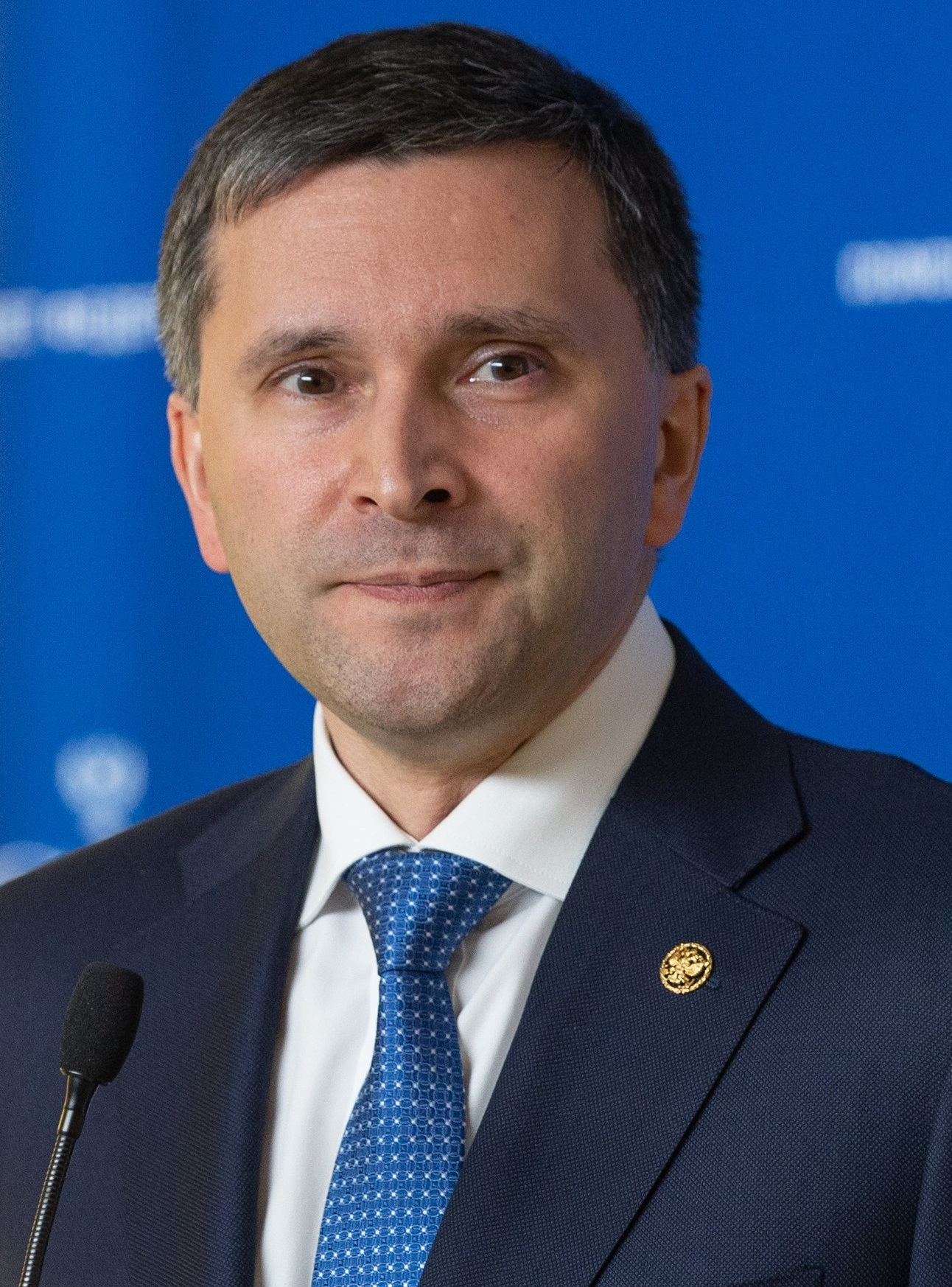
Dmitri Kobylkin (2019)

Dmitri Nikolajewitsch Kobylkin (russisch Дмитрий Николаевич Кобылкин; * 7. Juli 1971 in Astrachan, Sowjetunion) ist ein russischer Politiker. Von 2018 bis 2020 war er Umweltminister der Russischen Föderation.

## Leben
Kobylkin stammt aus einer Geophysiker-Familie. 1993 absolvierte er das Staatliche Erdöl-Institut in Ufa als Bergbauingenieur-Geophysiker und begann für die geophysikalische Vereinigung „Schelf“ in Gelendschik an der Schwarzmeerküste zu arbeiten. Im selben Jahr übersiedelte in den Autonomen Kreis der Jamal-Nenzen, wo er bis März 1994 als Geophysiker tätig war. Von 1994 bis 1995 arbeitete er als Geologe der Tarkosalinsker Erdöl- und Erdgaserkundungsexpedition. Von 1996 bis 2001 war er Personaldirektor sowie erster Stellvertreter der Generaldirektors der Offenen Aktiengesellschaft „Purneftegasgeologija“. Ab 2000 leitete er den Ausbau der Chantschejsker Öl- und Gasfelder sowie die Organisation der Rohstoffförderung. Im Mai 2001 wurde er als Generaldirektor der „Chantschejneftegas“ GmbH eingesetzt. 
Ab 2002 bekleidete er den Posten des ersten Stellvertreters des Verwaltungschefs des Purowsker Rajons im Autonomen Kreis der Jamal-Nenzen. 2003 absolvierte er das Institut für Berufsumschulung an der Ural-Akademie des Staatsdienstes. 2005 wurde er zum Bereichsleiter für Bildung des Purowsker Rajons gewählt. 2009 wurde Kobylkin Teil der Kaderreserve des Präsidenten der Russischen Föderation. Im März 2010 wurde er auf Vorschlag des Präsidenten der Russischen Föderation Gouverneur des autonomen Kreises und durch die gesetzgebende Versammlung des Autonomen Kreises bestätigt. Am 12. März 2015 ernannte ihn Präsident Putin per Ukas zum amtierenden Gouverneur. Am 1. Oktober 2015 wurde er durch die gesetzgebende Versammlung des Autonomen Kreises mit 21 von 22 Stimmen zum Gouverneur gewählt. Am 18. Mai 2018 wurde er per Ukas des Präsidenten der Russischen Föderation zum Minister für Naturressourcen und Ökologie ernannt und am 9. November 2020 seines Postens enthoben.
Kobylkin ist Mitglied des Obersten Rates der Partei Einiges Russland. Er ist verheiratet und hat drei Kinder.

## Auszeichnungen (Auswahl)
- Medaille des Verdienstordens für das Vaterland (2012)
- Ehrenzeichen der Industrie- und Handelskammer (2013)
- Ehrenzeichen für „Soziale Partnerschaft“ der gesamtrussischen Gewerkschaft für Bildungswesen (2015)
- Orden des Heiligen Fürsten Daniel von Moskau 3. Klasse (2015)
- Orden der Freundschaft (2015)
- Ehrenzeichen des russischen Außenministeriums „Für den Beitrag zur internationalen Zusammenarbeit“ (2016)
- Danksagung des Vorsitzenden des Föderationsrates der Föderalen Versammlung (2017)
- weitere Medaillen